# Jugoslávská vlajka

Jugoslávská vlajka (1946–1992)
Poměr stran: 1:2

Jugoslávská námořní vlajka (1950–1992)
Poměr stran: 2:3

Jugoslávská námořní válečná vlajka (1949–1992)
Poměr stran: 2:3

Vlajka Jugoslávie měla tři vodorovné pruhy - modrý, bílý a červený. Tato trikolóra vznikla roku 1918 z barev Srbska, Chorvatska, Slovinska a Černé Hory a její slovanské barvy navazují na starou ruskou vlajku. Oficiálně byla přijata v roce 1921. V letech 1941 až 1946 byla uprostřed bílého pruhu umístěna červená pěticípá hvězda, která byla v letech 1946 až 1992 žlutě orámována a zasahovala do poloviny horního (modrého) i dolního (červeného) pruhu. Od roku 1992 se opět užívala vlajka bez hvězdy a rozpadem federace Srbska a Černé Hory roku 2006 tato vlajka zanikla.

## Vývoj vlajky
| Vlajka | Název                                                                              | Poznámka                                                                               |
| ------ | ---------------------------------------------------------------------------------- | -------------------------------------------------------------------------------------- |
|        | Vlajka Státu Slovinců, Chorvatů a Srbů (1918) Poměr stran: 1:2                     | Červeno-bílo-modrá trikolóra.                                                          |
|        | Vlajka Království Srbů, Chorvatů a Slovinců (1918—1945) Poměr stran: 2:3           | Modro-bílo-červená trikolóra.                                                          |
|        | Námořní vlajka Království Srbů, Chorvatů a Slovinců (1918—1945) Poměr stran: 2:3   | Modro-bílo-červená trikolóra s královským znakem.                                      |
|        | Vlajka jugoslávských partyzánů (1941–1945) Poměr stran: 1:2                        | Modro-bílo-červená trikolóra s hvězdou                                                 |
|        | Vlajka Socialistické federativní republiky Jugoslávie (1946–1992) Poměr stran: 1:2 | Modro-bílo-červená trikolóra s větší hvězdou, zasahující do červeného i modrého pruhu. |
|        | Vlajka Svazové republiky Jugoslávie (1992–2003) Poměr stran: 1:2                   | Modro-bílo-červená trikolóra již znovu bez hvězdy.                                     |
|        | Vlajka Srbska a Černé Hory (2003–2006) Poměr stran: 1:2                            | Modro-bílo-červená trikolóra.                                                          |

### Vlajky jugoslávských republik
V poválečných letech až do roku 1992 se Jugoslávie dělila na svazové republiky.
| Vlajka | Federativní stát                                             | Poznámka                                                                              | Vlajka současného státu    |
| ------ | ------------------------------------------------------------ | ------------------------------------------------------------------------------------- | -------------------------- |
|        | Socialistická republika Bosna a Hercegovina Poměr stran: 1:2 | Červená vlajka s jugoslávskou vlajkou umístěnou v malém kantonu.                      | Bosenskohercegovská vlajka |
|        | Socialistická republika Černá Hora Poměr stran: 1:2          | Červeno-modro-bílá trikolóra s červenou pěticípou žlutě orámovanou hvězdou uprostřed. | Černohorská vlajka         |
|        | Socialistická republika Chorvatsko Poměr stran: 1:2          | Červeno-bílo-modrá trikolóra s červenou pěticípou žlutě orámovanou hvězdou uprostřed. | Chorvatská vlajka          |
|        | Socialistická republika Makedonie Poměr stran: 1:2           | Červená vlajka se žlutým obrysem pěticípé hvězdy v levém horním rohu.                 | Vlajka Severní Makedonie   |
|        | Socialistická republika Slovinsko Poměr stran: 1:2           | Bílo-modro-červená trikolóra s červenou pěticípou žlutě orámovanou hvězdou uprostřed. | Slovinská vlajka           |
|        | Socialistická republika Srbsko Poměr stran: 1:2              | Červeno-modro-bílá trikolóra s červenou pěticípou žlutě orámovanou hvězdou uprostřed. | Srbská vlajka              |

### Vlajky zemí v rámci federace Srbska a Černé Hory
V letech 1993–2004 zbyly v bývalé Jugoslávii pouze dvě svazové republiky.
| Vlajka | Federativní stát                        | Poznámka                           |
| ------ | --------------------------------------- | ---------------------------------- |
|        | Černá Hora (1993–2004) Poměr stran: 1:3 | Červeno-bleděmodro-bílá trikolóra. |
|        | Srbsko (1993–2004) Poměr stran: 1:2     | Červeno-modro-bílá trikolóra.      |

## Vlajky současných států bývalé Jugoslávie

Bosenskohercegovská vlajka
Černohorská vlajka
Chorvatská vlajka
Kosovská vlajka
Vlajka Severní Makedonie
Slovinská vlajka
Srbská vlajka

## Vlajky menšin v Jugoslávii

Albánská
Bulharská
Česká (československá)
Německá
Maďarská
Italská
Rusínská a ukrajinská
Ruská a slovenská (shodná s jugoslávskou slovinskou vlajkou)
Turecká